# کلوگان
کلوگان یا کلیگان از روستاهای دهستان رودبار قصران بخش رودبار قصران شهرستان شمیران استان تهران ایران است. 

## جمعیت
جمعیت این روستا بر اساس سرشماری سال ۱۳۹۵ حدود ۲۰۷ نفر بوده است. که قطعاً تا کنون تغییر یافته است.

## زبان گفتاری
دانشنامه ایرانیکا درباب زبان منطقه قصران آورده است که باید به دو بخش باید تقسیم شود . زبان بومیان شمال و شمال شرق منطقه بخش درونی قصران نزدیکی بسیار زیادی به زبان مازندرانی دارد. گویش منطقه جنوبی از اوشان در مرکز تا جیرود و تجریش در جنوب شمیران  گونه ای فارسی-مازندرانی است و ویژگی های زبان‌های کاسپین را دارد حسین کریمان در جلد دوم کتاب قصران کوهسران آورده‌است :منطقه قصران باستانی شامل مناطق اوشان، فشم، دربندسر، گاجره و روستاهای کوهپایه‌ای توچلال تا مناطق غربی رودخانه جاجرود. زبان عمومی مردم قصران لهجه‌ای از زبان باستانی پهلوی است که زبان طبری یا مازندرانی، که از ریشهٔ زبانهای دیرین ایرانی است، و عربی و اندکی ترکی، بدان درآمیخته و از زبان دری نیز در قرون اسلامی تأثیر یافته‌است، و هر چه از ری به مازندران نزدیک تر شوند بر میزان لهجهٔ مازندرانی به همان نسبت افزوده می‌شود، چنان‌که در لهجهٔ میگون و شهرستانک و لالان و زایگان و روته و گرمابدر و شمشک و دربندسر لهجهٔ مازندرانی غلبه دارد.

## جاذبه گردشگری
١- آبشار کلوگان
٢- چشمه پدر
٣- طبيعت زيبا